# Marco Pisano
Marco Pisano (Roma, 13 agosto 1981) è un ex calciatore italiano, di ruolo difensore.

## Caratteristiche tecniche
In carriera ha giocato principalmente come terzino sinistro. È stato provato anche come esterno in una difesa a tre e all'occorrenza anche come centrale.

## Carriera
Cresciuto calcisticamente nelle giovanili della Lazio, dopo aver esordito in Coppa Italia (il 30 novembre 1999 in Ravenna-Lazio 1-1, edizione poi vinta dalla stessa compagine capitolina), nel gennaio 2000 viene acquistato dal Brescia, in Serie B, dove però non trova spazio. Nelle 2 stagioni seguenti viene mandato in prestito in Serie C1 dapprima all'Ascoli (8 partite e una rete) e quindi al Taranto (26 partite). Tornato al Brescia, fa il suo esordio in Serie A nella partita Bologna-Brescia (3-0) del 20 ottobre 2002, quell'anno gioca 17 partite e si mette in buona evidenza, nella stagione 2003-2004 gioca 9 partite.
Nell'estate del 2004, il giovane calciatore viene acquistato dalla Sampdoria e diventa subito uno tra i più apprezzati elementi a disposizione dell'allenatore Walter Novellino. Gioca 28 partite nel campionato 2004-2005 e viene schierato costantemente come titolare anche nella stagione 2005-2006, nel corso della quale disputa anche 5 partite in Coppa UEFA (33 in campionato). Nell'estate del 2006 è stato acquistato dal Palermo, con cui gioca 33 partite, ma nell'ultima parte di stagione delude molto, litigando anche con parte della tifoseria.
A gennaio del 2008 si trasferisce con la formula del prestito con diritto di riscatto al Torino, dopo aver giocato ancora 6 partite con la maglia rosanero, con i granata invece giocherà 14 partite.
Il 25 giugno 2008 il Torino lo acquista a titolo definitivo dal Palermo.
Nella stagione 2008-2009 colleziona 23 presenze, retrocedendo a fine stagione.
Il 27 gennaio 2010 viene ceduto al Bari, in Serie A, con la formula del prestito con diritto di riscatto, in cambio di Filippo Antonelli Agomeri, che va al Torino con la stessa modalità. Con la nuova squadra esordisce il 9 maggio 2010, in Udinese-Bari (3-3) valida per la 37ª giornata di campionato, entrando a partita in corso.
Tornato al Torino per fine prestito, il 2 agosto 2010 viene ufficializzato il suo passaggio al Parma; ai granata, come contropartita, viene ceduto il difensore Filipe Oliveira in prestito con diritto di riscatto. Esordisce con la maglia del Parma nella prima giornata di campionato, nella vittoria casalinga contro il Brescia (2-0), entrando a partita in corso. Chiude la stagione con 5 presenze in campionato ed una in Coppa Italia.
Il 17 luglio 2011 Parma e L.R. Vicenza attuano uno scambio: Pisano viene ceduto a titolo definitivo ai biancorossi, mentre Raffaele Schiavi, con la stessa modalità, fa il percorso inverso. Gioca 18 partite nel campionato regolare di Serie B e 2 nei play-out persi contro l'Empoli (in seguito la squadra è stata ripescata).
Il 31 gennaio 2014, ultimo giorno di calciomercato, è stato prelevato a titolo definitivo Venezia firmando un contratto fino a fine stagione.

## Statistiche

### Presenze e reti nei club
| Stagione         | Squadra          | Campionato       | Campionato | Campionato | Coppe nazionali | Coppe nazionali | Coppe nazionali | Coppe continentali | Coppe continentali | Coppe continentali | Altre coppe | Altre coppe | Altre coppe | Totale | Totale |
| Stagione         | Squadra          | Comp             | Pres       | Reti       | Comp            | Pres            | Reti            | Comp               | Pres               | Reti               | Comp        | Pres        | Reti        | Pres   | Reti   |
| ---------------- | ---------------- | ---------------- | ---------- | ---------- | --------------- | --------------- | --------------- | ------------------ | ------------------ | ------------------ | ----------- | ----------- | ----------- | ------ | ------ |
| 1999-gen. 2000   | Lazio            | A                | 0          | 0          | CI              | 1               | 0               | -                  | -                  | -                  | -           | -           | -           | 1      | 0      |
| gen.-giu. 2000   | Brescia          | B                | 0          | 0          | CI              | 0               | 0               | -                  | -                  | -                  | -           | -           | -           | 0      | 0      |
| 2000-2001        | Ascoli           | C1               | 8          | 1          | CI              | 2               | 0               | -                  | -                  | -                  | -           | -           | -           | 10     | 1      |
| 2001-2002        | Taranto          | C1               | 26         | 0          | CI-C            | 0               | 0               | -                  | -                  | -                  | -           | -           | -           | 26     | 0      |
| 2002-2003        | Brescia          | A                | 17         | 0          | CI              | 0               | 0               | -                  | -                  | -                  | -           | -           | -           | 17     | 0      |
| 2003-2004        | Brescia          | A                | 9          | 0          | CI              | 1               | 0               | -                  | -                  | -                  | -           | -           | -           | 10     | 0      |
| Totale Brescia   | Totale Brescia   | Totale Brescia   | 26         | 0          |                 | 1               | 0               |                    | -                  | -                  |             | -           | -           | 27     | 0      |
| 2004-2005        | Sampdoria        | A                | 28         | 0          | CI              | 4               | 0               | -                  | -                  | -                  | -           | -           | -           | 32     | 0      |
| 2005-2006        | Sampdoria        | A                | 33         | 0          | CI              | 3               | 1               | CU                 | 5                  | 0                  | -           | -           | -           | 41     | 1      |
| Totale Sampdoria | Totale Sampdoria | Totale Sampdoria | 61         | 0          |                 | 7               | 1               |                    | 5                  | 0                  |             | -           | -           | 73     | 1      |
| 2006-2007        | Palermo          | A                | 33         | 0          | CI              | 1               | 0               | CU                 | 5                  | 0                  | -           | -           | -           | 39     | 0      |
| 2007-2008        | Palermo          | A                | 6          | 0          | CI              | 1               | 0               | -                  | -                  | -                  | -           | -           | -           | 7      | 0      |
| Totale Palermo   | Totale Palermo   | Totale Palermo   | 39         | 0          |                 | 2               | 0               |                    | 5                  | 0                  |             | -           | -           | 46     | 0      |
| 2007-2008        | Torino           | A                | 14         | 0          | CI              | 0               | 0               | -                  | -                  | -                  | -           | -           | -           | 14     | 0      |
| 2008-2009        | Torino           | A                | 23         | 0          | CI              | 3               | 0               | -                  | -                  | -                  | -           | -           | -           | 26     | 0      |
| 2009-2010        | Torino           | B                | 4          | 0          | CI              | 2               | 0               | -                  | -                  | -                  | -           | -           | -           | 6      | 0      |
| Totale Torino    | Totale Torino    | Totale Torino    | 41         | 0          |                 | 5               | 0               |                    | 0                  | 0                  |             | -           | -           | 46     | 0      |
| 2009-2010        | Bari             | A                | 1          | 0          | CI              | 0               | 0               | -                  | -                  | -                  | -           | -           | -           | 1      | 0      |
| 2010-2011        | Parma            | A                | 5          | 0          | CI              | 1               | 0               | -                  | -                  | -                  | -           | -           | -           | 6      | 0      |
| 2011-2012        | L.R. Vicenza     | B                | 18+2       | 0          | CI              | 0               | 0               | -                  | -                  | -                  | -           | -           | -           | 20     | 0      |
| 2012-2013        | L.R. Vicenza     | B                | 15         | 0          | CI              | 3               | 0               | -                  | -                  | -                  | -           | -           | -           | 18     | 0      |
| 2013-gen. 2014   | L.R. Vicenza     | 1D               | 0          | 0          | CI+CI-LP        | 0               | 0               | -                  | -                  | -                  | -           | -           | -           | 0      | 0      |
| Totale Vicenza   | Totale Vicenza   | Totale Vicenza   | 35         | 0          |                 | 3               | 0               |                    | 0                  | 0                  |             | -           | -           | 38     | 0      |
| gen.-giu. 2014   | Venezia          | 1D               | 2          | 0          | CI-LP           | 0               | 0               | -                  | -                  | -                  | -           | -           | -           | 2      | 0      |
| Totale carriera  | Totale carriera  | Totale carriera  | 242+2      | 1          |                 | 22              | 1               |                    | 10                 | 0                  |             | -           | -           | 276    | 2      |